# Wurzeln & Flügel
Wurzeln & Flügel ist das Debütalbum der Rapperin Pyranja. Es erschien am 28. Januar 2003.

## Entstehungsgeschichte
Ursprünglich sollte das Album im August 2002 auf Def Jam Germany erscheinen, jedoch fusionierte dieses Label kurz zuvor mit Urban/Universal, weshalb die Veröffentlichung scheiterte. Die Veröffentlichung verlief nach längerer Suche nach einer neuen Plattenfirma schließlich über Dackel Enterprise. Einzige Singleauskopplung war Egal was ihr sagt, zu dem auch ein Video gedreht wurde. Ursprünglich hatte Pyranja 30 Stücke aufgenommen, von denen sie 20 auf das Album tat. Trotz der Verzögerung der Veröffentlichung von rund einem Jahr entschloss sie sich, den Inhalt des Albums nicht zu ändern. 
Außerdem sicherte sie sich die Rechte an diesem. So war es möglich, das Stück „Erweiterte Suche“ auf dem Nachfolgealbum „Frauen & Technik“ in einer neuen Version erneut aufzunehmen.
Den Titel erklärte die Künstlerin im August 2002 folgendermaßen: „Du brauchst Wurzeln und Du brauchst Flügel, mehr nicht - da ist dann alles andere dabei“.
Auf dem Cover sieht man auf einem Schwarz-Weiß-Foto den Kopf der Künstlerin. 

## Singles
Einzige Singleauskopplung war „Egal was ihr sagt“, zu dem auch ein Video gedreht wurde.

## Titelliste
1. Anfang
2. Egal Was Ihr Sagt
3. Wer Wir Sind (feat. Curse und ItaloReno)
4. Reine Nervensache
5. 4 Elemente
6. Erweiterte Suche
7. Ich Mach Heut' Nur
8. Verteidigung und Angriff
9. Happy Hour
10. Labelparty (feat. SeraFinale)
11. Halt's Maul
12. Rostock
13. Gegensaetze (feat. Fiva MC)
14. Frag Nich'
15. Willenlos (feat. Olli Banjo)
16. Wurzeln und Flügel
17. Es Tut Mir Leid
18. Gastspiel
19. Outro
20. Lange Nacht